# Jüdischer Friedhof Güssing

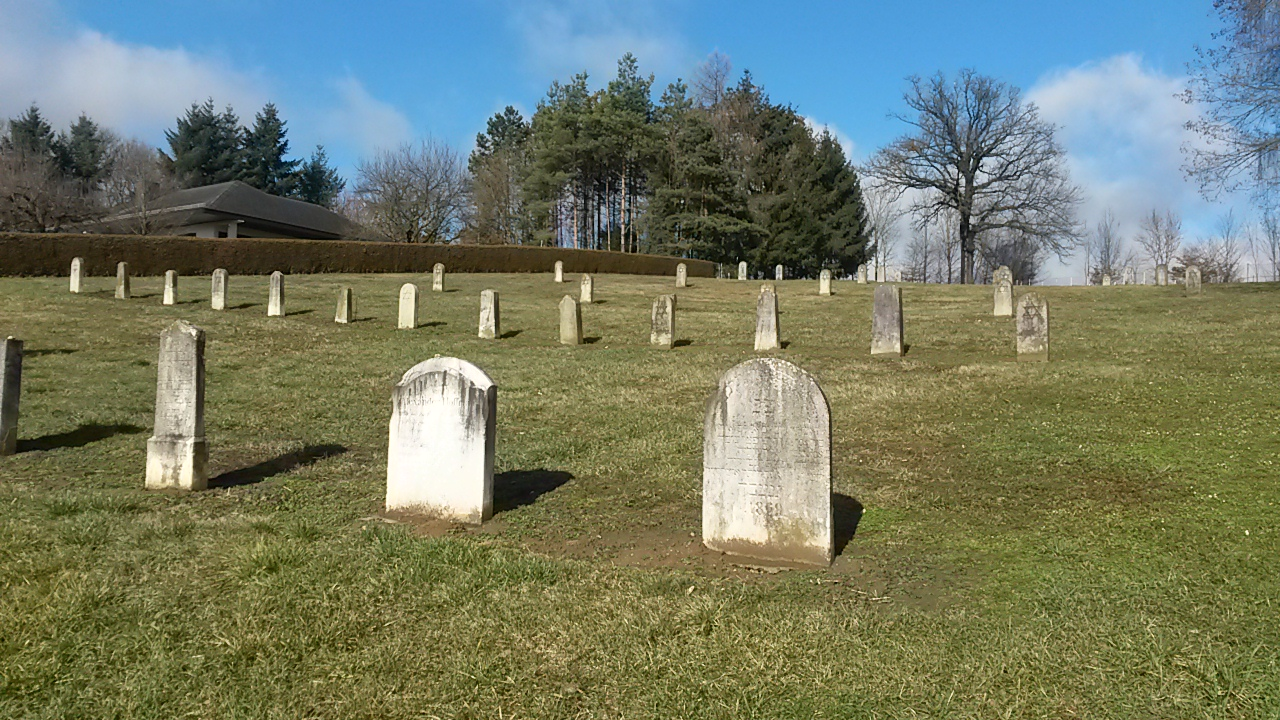
Jüdischer Friedhof in Güssing

Der Jüdische Friedhof Güssing befindet sich in der Stadtgemeinde Güssing im Bezirk Güssing im Burgenland. Der Friedhof steht unter Denkmalschutz.

## Geschichte
1939 entfernten Mitglieder der NSDAP über Nacht die Grabsteine vom Friedhof und verkauften sie unter anderem an einen Steinmetz.
2001 entdeckte man einige Grabsteine, die Güssing zugeordnet wurden in Graz und brachte sie anschließend nach Güssing zurück, wo sie, sowie weitere symbolische Grabsteine, vom Friedhofsverein Schalom aufgestellt wurden. Wie weitere Recherchen ergaben, besteht jedoch die Möglichkeit, dass die Grabsteine nicht vom Güssinger Friedhof stammen. Der Friedhof wird heute vom Bauhof der Stadtgemeinde Güssing gepflegt.
Die Israelitische Kultusgemeinde Graz ließ einen Gedenkstein auf dem Friedhof errichten, der folgende Inschrift trägt:

„Zum Gedenken an die einst blühende jüdische Gemeinde Güssing und ihre Mitglieder, die in der NS-Zeit gedemütigt, beraubt und vertrieben wurden. Viele von ihnen wurden ermordet. Wir gedenken ihrer Leiden und Opfer. Israelitische Kultusgemeinde Graz“